# تيرأواي أونفولديد

لقطة من اللعبة

تيرأواي أونفولديد (بالإنجليزية: Tearaway Unfolded)‏ ، هي لعبة فيديو من نوع منصات ومغامرات، أنتجت سنة 2015 ونشرها شركة سوني كمبيوتر إنترتمنت، وتدعم اللعبة بأنظمة اللغات الأوروبية والأجنبية ومن بينها اللغة العربية.

## مصدر
1. ↑  "All PS Now games A-Z" (بالإنجليزية). Archived from the original on 2021-07-03. Retrieved 2021-07-05.
2. ↑  "Latest / Official PlayStation™Store US". مؤرشف من الأصل في 2017-11-12. اطلع عليه بتاريخ 2022-02-22.

## وصلات خارجية
- Tearaway website نسخة محفوظة 4 أبريل 2013 على موقع واي باك مشين.
- Tearaway.me (companion website)